# Фигейра-да-Фош
Фигейра-да-Фош (порт.  Figueira da Foz; [fi'gɐiɾɐ dɐ fɔʃ]) — город и морской порт в Португалии, центр одноимённого муниципалитета в составе округа Коимбра. Численность населения — 27,7 тыс. жителей (город), 63,4 тыс. жителей (муниципалитет). Город и муниципалитет входит в экономико-статистический регион Центральный регион и субрегион Байшу-Мондегу. По старому административному делению входил в провинцию Бейра-Литорал.

## Расположение
Город расположен в 37 км на запад от адм. центра округа города Коимбра.
Муниципалитет граничит:
- на севере — муниципалитет Кантаньеде
- на востоке — муниципалитеты Монтемор-у-Велью, Соре
- на юге — муниципалитет Помбал
- на западе — Атлантический океан

## Население
| Население муниципалитета Фигейра-да-Фош (1801—2004) | Население муниципалитета Фигейра-да-Фош (1801—2004) | Население муниципалитета Фигейра-да-Фош (1801—2004) | Население муниципалитета Фигейра-да-Фош (1801—2004) | Население муниципалитета Фигейра-да-Фош (1801—2004) | Население муниципалитета Фигейра-да-Фош (1801—2004) | Население муниципалитета Фигейра-да-Фош (1801—2004) | Население муниципалитета Фигейра-да-Фош (1801—2004) | Население муниципалитета Фигейра-да-Фош (1801—2004) |
| --------------------------------------------------- | --------------------------------------------------- | --------------------------------------------------- | --------------------------------------------------- | --------------------------------------------------- | --------------------------------------------------- | --------------------------------------------------- | --------------------------------------------------- | --------------------------------------------------- |
| 1801                                                | 1849                                                | 1900                                                | 1930                                                | 1960                                                | 1981                                                | 1991                                                | 2001                                                | 2004                                                |
| 10 281                                              | 8021                                                | 43 032                                              | 49 590                                              | 57 631                                              | 58 559                                              | 61 555                                              | 62 601                                              | 63 144                                              |

## История
Город основан в 1771 году.
В Фигейра-да-Фош в 1993 году планировалось открыть международный аэропорт Кошта-де-Прата, но от проекта отказались.

## Известные уроженцы и жители
- Угу Алмейда — португальский футболист.
- Сузана Герра — португальская певица, участница конкурса «Евровидение-2014».
- Руй Кордейру — португальский регбист, участник чемпионата мира 2007 года.
- Иоланда Кошта — португальская певица, участница конкурса «Евровидение-2024».

## Районы

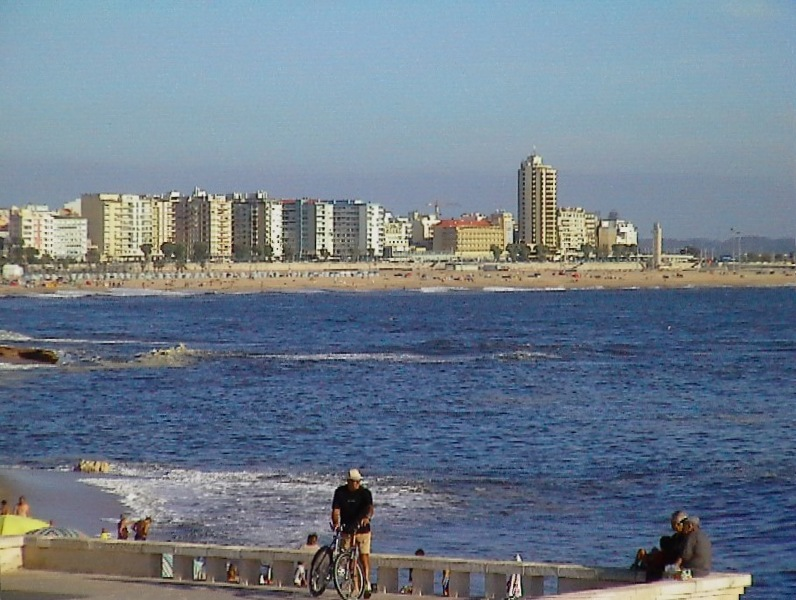
Побережье города

- Альядаш
- Алкейдан
- Бон-Сусессу
- Борда-ду-Кампу
- Бренья
- Буаркуш
- Феррейра-а-Нова
- Лавуш
- Майорка
- Маринья-даш-Ондаш
- Моиньюш-да-Гандара
- Пайан
- Кьяйуш
- Сантана
- Сан-Жулиан-да-Фигейра-да-Фош
- Сан-Педру
- Тавареде
- Вила-Верде